# ヨドバシ横浜

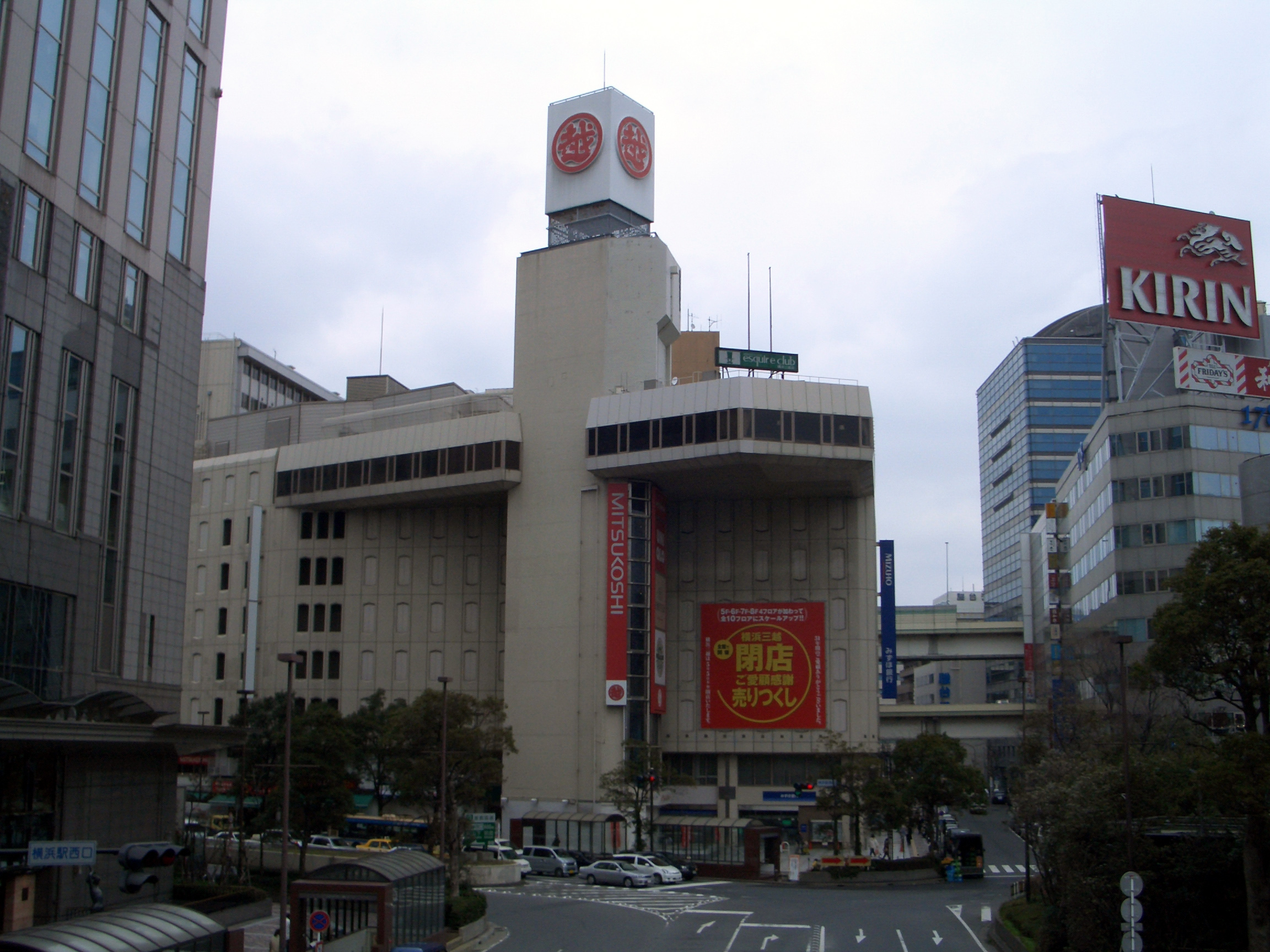
横浜三越

ヨドバシ横浜（ヨドバシよこはま）は、神奈川県横浜市西区の横浜駅前にある複合商業施設。核店舗はヨドバシカメラマルチメディア横浜。ヨドバシカメラの店舗面積では梅田・Akibaに次ぐ3位で、すべての家電量販店を合算した場合でも4位に位置する。ヨドバシカメラをはじめ、多数のテナントが入居している。三越横浜店跡に出店し、ヨドバシカメラは現在の場所に位置する前は、横浜駅みなみ西口（旧・相鉄口）周辺に点在してあり、そのうち横浜駅前店は横浜駅前スマートフォン・携帯売場となっていた。2024年現在は横浜駅前ガチャガチャ館として営業している。
大規模小売店舗の届出名称は「岩崎学園」ビルで、設置者は学校法人岩崎学園。同学園の運営するファッション・美容系専門学校「横浜fカレッジ」との併設となっている。

## 沿革
- 1973年11月23日 - 三越横浜店開店
- 2005年05月05日 - 三越閉店
- 2005年11月18日 - 閉店した三越の建物の内装を全面リニューアルした上でオープン
- 2005年12月17日 - 8階レストランフロアオープン
- 2016年03月18日 - 地下2階レストランフロアリニューアル

## フロア
8階
ユニクロ、ABCマート等
7階
ヨドバシカメラ、石井スポーツ、ART SPORTS
6階〜地下1階
ヨドバシカメラ
地下2階
レストラン街
屋上は併設の岩崎学園横浜fカレッジのスポーツ施設として使われている。

## 施設のリニューアル
- 2005年5月に閉店した三越横浜店の建物の内装を全面リニューアルし、エレベーターやエスカレーターにいたるまですべての施設のリニューアルを実施（B1・1階〜8階直通エレベーター、B1階エントランス〜B2階エスカレーターは、リニューアルされていない）。
- 当ビル8階には会員制高級クラブ「エスカイヤクラブ」が所在し（現在は近隣ビルへ移転）、三越閉店後もヨドバシカメラの施設からも独立した扱いとし単独で営業を継続していた。
- また、同じく同ビルに所在するみずほ銀行横浜駅前支店もヨドバシカメラとは独立している。
- 旧横浜駅前店は移転後に改装され、携帯電話関連商品の専門店・横浜駅前スマートフォン・携帯売場（旧・ケータイワンセグ館）としてリニューアルオープン。地下および2階以上のフロアは南幸横丁という名称でらしんばん横浜店と飲食店が入居している。

## 過去にあった店舗
- 横浜店→ゲーム館（日進ビル横。末期はゲーム・玩具専門として改装。現在のビッグエコー横浜西口2号店）
- 横浜駅前店（西口五番街。現在の横浜駅前ガチャガチャ館）
- AV・家電総合館（元ALiC日進横浜駅西口本店。現在のドン・キホーテ横浜西口店）